# Isländische Fußballmeisterschaft 1925
Die isländische Fußballmeisterschaft 1925 war die 14. Spielzeit der höchsten isländischen Fußballliga.
Fram Reykjavík konnte seine zehnte Meisterschaft gewinnen.

## Abschlusstabelle
| Pl. | Verein                 | Sp. | S | U | N | Tore    | Quote | Punkte |
| --- | ---------------------- | --- | - | - | - | ------- | ----- | ------ |
| 1.  | Fram Reykjavík         | 3   | 2 | 1 | 0 | 005:100 | 5,00  | 05:10  |
| 2.  | Víkingur Reykjavík (M) | 3   | 1 | 2 | 0 | 005:400 | 1,25  | 04:20  |
| 3.  | KR Reykjavík           | 3   | 1 | 1 | 1 | 006:300 | 2,00  | 03:30  |
| 4.  | Valur Reykjavík        | 3   | 0 | 0 | 3 | 003:110 | 0,27  | 0:60   |

| (M) | amtierender isländischer Meister |

### Kreuztabelle
Die Kreuztabelle stellt die Ergebnisse aller Spiele dieser Saison dar. Die Heimmannschaft ist in der ersten Spalte aufgelistet, die Gastmannschaft in der obersten Reihe. Die Ergebnisse sind immer aus Sicht der Heimmannschaft angegeben.
| 1925               | Fram Reykjavík | KR Reykjavík |     | Víkingur Reykjavík |
| Fram Reykjavík     |                | 2:1          | 3:0 | 0:0                |
| KR Reykjavík       | –              |              | 4:0 | 1:1                |
| Valur Reykjavík    | –              | –            |     | 3:4                |
| Víkingur Reykjavík | –              | –            | –   |                    |